# 夢の浮世に咲いてみな
「夢の浮世に咲いてみな」（ゆめのうきよにさいてみな）は、ももいろクローバーZの13枚目のシングル。2015年1月28日に、ももいろクローバーZ vs KISS（ももいろクローバーゼット バーサス キッス）の名義で発売された。

## 概要
アメリカのハードロックバンドであるKISS（キッス）とのコラボレーション作品であり、シングル表題曲である「夢の浮世に咲いてみな」はKISSが作曲・演奏を手掛けた。KISSが音源上で他のアーティストとコラボするのは国内外問わず初めてのことであり、世界約120か国のiTunes Music Storeでも配信され、アメリカやカナダ、スウェーデン、ノルウェーなどのワールドチャートで1位を獲得した。オリコン週間シングルランキングで初登場2位となり、邦・洋アーティストによるコラボシングルのTOP3入りは、「Forever」（「反町隆史with Richie Sambora」名義／1997年発売）以来17年半ぶりとなった。
KISSサイドがももいろクローバーZに強い興味を持ち、話をもちかけたことから実現したプロジェクトである。コラボにあたり、KISSはももいろクローバーZのライブ作品を視聴し、ポール・スタンレーはその時の感想を次のように述べている。
| 「 | Spectacular show! Great choreography! Music like we never heard before. （ともかく素晴らしいショーだった! 振り付けも最高だった! 音楽についてはこれまで聴いたこともないようなものだった。） We said, "this is something we can do!" Somebody said, "KISS, why are you doing it?" "Because we can!" It's two worlds getting together, doing something unbelievable. Music power rocks the world. （自分たちにもできると確信したんだ! 「何故KISSがこういうことをするのか?」と訊かれるけど、できるからやるのさ! 2つの異なる世界がひとつになって、素晴らしいものを作る。音楽の力が世界をロックするのさ。） | 」 |

なお、ももいろクローバーZは以前にKISS風のメークでイベントを行ったこともあり、本作でのコラボを聞かされた時にメンバーは大いに喜んでいたという。本作リリース後に行われた、KISS40周年記念ツアーのファイナル・東京ドーム公演にもゲストとして参加した。

## 収録曲解説

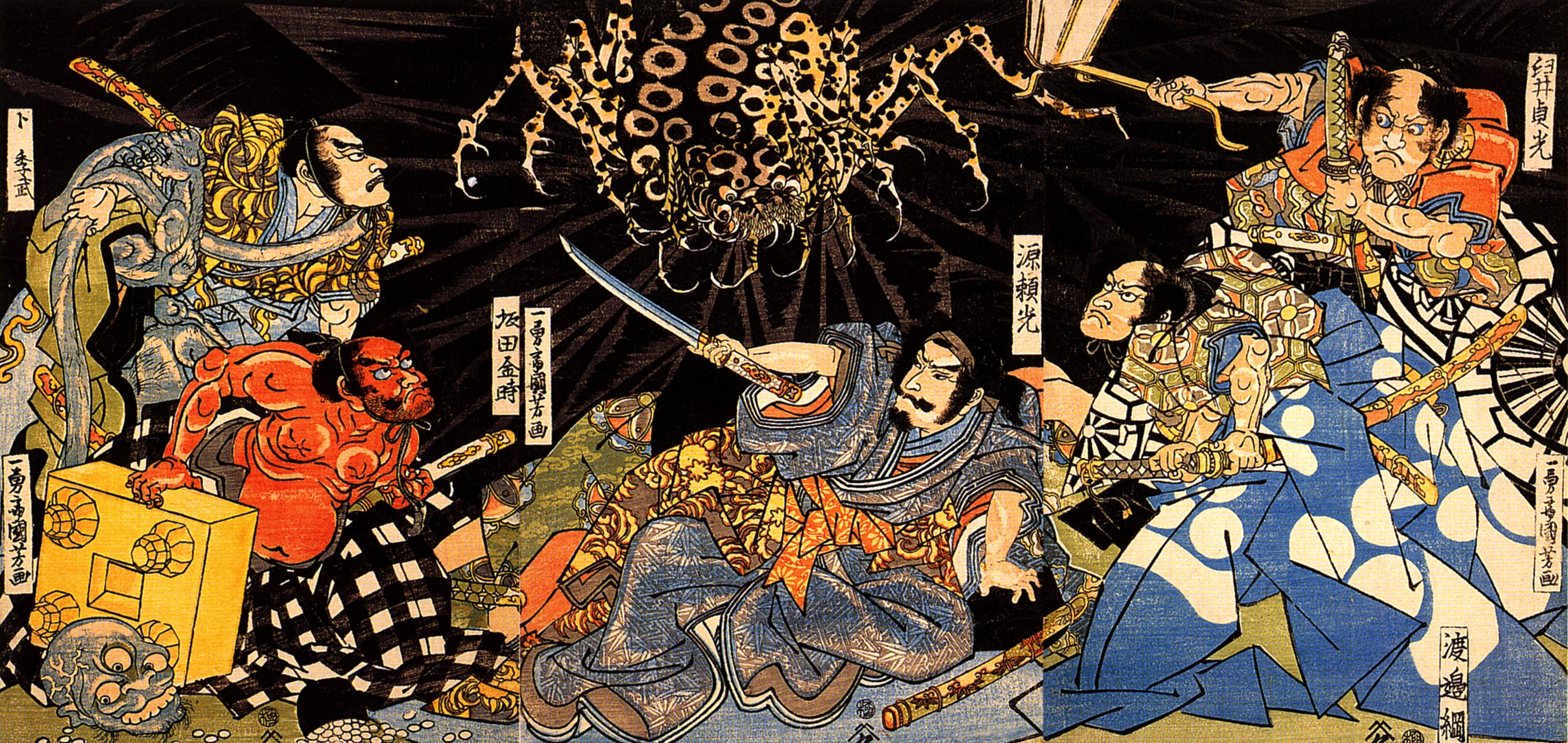
歌川国芳「源頼光・四天王による土蜘蛛退治の図」

### 夢の浮世に咲いてみな
作詞：岩里祐穂 & ポール・スタンレー / 作曲：ポール・スタンレー & グレッグ・コリンズ / 編曲：KISS & グレッグ・コリンズ
歌詞・動画 - 歌ネット 
当初、ポール・スタンレーとグレッグ・コリンズ（エンジニア兼サウンドプロデューサー）が作曲したものは、J-POPでいうところの「サビ」の部分が落ち着いたコーラスとなっている、洋楽ならではの構成であった（ヴァース‐コーラス形式）。レコード会社のプロデューサーである宮本純乃介は、作曲家の大隅知宇のアドバイスも受け、J-POP風に修正したデモンストレーションを提示した。これにより1番の場合、「色のないこの世界」から「一生、夢見人さ」までサビにあたるメロディーラインが上書きされた。なお、修正がされる前のオリジナルバージョンは本CDの3曲目に「SAMURAI SON」として収録されている。
演奏・コーラスはKISSが担当。発売前年の11月に、ラスベガスにあるザ・ジョイントにて、ももいろクローバーZのメンバーはKISSのライブを鑑賞し、ジャケット写真とミュージック・ビデオの撮影も合同で行った。ポール・スタンレーは、振り付けの印象について次のように述べている。
| 「 | This is not rap dancing. This is a combination. It's sumo. It's geisyha. It's got tradition. It's something that is unique to you. You are not copying. YOU ARE LEADING. （彼女たちのダンスはラップ系のダンスではなく、相撲や芸者の要素を取り入れたコンビネーションだ。日本の伝統が受け継がれている感じがする。これは君たちにしかできない唯一無二のものだ。君たちは誰かの真似をしていない。君たちこそが先導をしている。） | 」 |

### Rock and Roll All Nite
読み：ロックンロール オールナイト
作詞・作曲：ポール・スタンレー & ジーン・シモンズ / 編曲：NARASAKI & ゆよゆっぺ
歌詞・動画 - 歌ネット
KISSが1975年に発表した曲のカバー。KISSの代表曲でありライブで最も盛り上がる曲の一つである（エンディングナンバーとして演奏されることが多い）。2008年、VH1が選んだ「最も偉大なハードロック・ソング」の歴代16位に選出。ももいろクローバーZのシングルとしては初めて、全編英語の楽曲への挑戦となった。音楽情報サイトのBARKSでは、「気合満点で英語ヴォーカルにトライするももクロメンバーの、精一杯ロック的ワルっぽさを出したつもりがやっぱり可愛いヴォーカルがいい」と評された。

### SAMURAI SON
読み：サムライ サン
作詞：ポール・スタンレー / 作曲：ポール・スタンレー & グレッグ・コリンズ / 編曲：KISS & グレッグ・コリンズ
「夢の浮世に咲いてみな」のオリジナルバージョンに、ポール・スタンレーが英語詞をつけたもの。KISSが演奏・歌唱し、ももいろクローバーZがバックコーラスを担当。KISSの来日記念盤スペシャルアルバム『ベスト・オブ・KISS 40』にも同曲の”U.S.ミックス”バージョンが収録された。

## 参加ミュージシャン
夢の浮世に咲いてみな / SAMURAI SON
- ギター：ポール・スタンレー & トミー・セイヤー
- ベース：ジーン・シモンズ
- ドラム：エリック・シンガー
- プログラミング & シンセサイザー：グレッグ・コリンズ

Rock and Roll All Nite
- ギター＆プログラミング：NARASAKI
- ギターソロ：和嶋慎治（人間椅子）
- プログラミング：ゆよゆっぺ

## トラックリスト

### ももクロ盤
1. 夢の浮世に咲いてみな [4:40]
2. Rock and Roll All Nite [4:17]
3. 夢の浮世に咲いてみな（off vocal ver.）
4. Rock and Roll All Nite（off vocal ver.）

Blu-ray：夢の浮世に咲いてみな（ミュージック・ビデオ）

### KISS盤
1. 夢の浮世に咲いてみな
2. Rock and Roll All Nite
3. SAMURAI SON [4:35]
4. 夢の浮世に咲いてみな（off vocal ver.）
5. Rock and Roll All Nite（off vocal ver.）
6. SAMURAI SON（off vocal ver.）